# Matthew Settle
Matthew Settle (Hickory, 17 de setembro de 1969) é um ator americano. Interpretou diversos papéis, como o oficial Ronald Speirs no seriado da HBO Band of Brothers. Participava do seriado Gossip Girl, no papel de Rufus Humphrey, pai de Dan e Jenny.

## Filmografia
- Gossip Girl (2007–2012) – Rufus Humphrey
- Blue Smoke (2007) – Bo Goodnight
- Brothers & Sisters (2006) – Jonathan
- Beneath (2006) – John
- The Celestine Prophecy (2006) – John
- Into the West (2005) – Jacob Wheeler
- Rancid (2004)
- Decisive Battles (2004) – History Channel Host
- Divine Secrets of the Ya-Ya Sisterhood (2002) – Lt. Jack Whitman
- Band of Brothers (2001) – Lt./Capt. Ronald Speirs
- U-571 (2000) – Ens. Keith Larson, Chief Torpedoman
- I Still Know What You Did Last Summer (1998) – Will Benson
- Justice League of America (1997) – Guy Gardner
- The In Crowd
- CSI: Miami (2003) – Art
- Crime in Connecticut: The Story of Alex Kelly - Alex Kelly
- So Undercover - Professor Talloway